# سیارک ۵۰۸۴
سیارک ۵۰۸۴ (به انگلیسی: 5084 Gnedin، نامگذاری:1977FN1) پنج هزار و هشتاد و چهارمین سیارک کشف شده‌است که در ۲۶ مارس ۱۹۷۷ کشف شد.
قدر مطلق سیارک برابر ۱۱٫۷۰ است.